# Lavado broncoalveolar
El lavado broncoalveolar es una técnica que se emplea en medicina con fines diagnósticos. Consiste en la instilación mediante broncoscopia de entre 100 y 200 ml de líquido en un segmento pulmonar y su posterior aspiración. El líquido recuperado se vierte en frascos herméticos y se mantiene a una temperatura de 4 °C para posteriormente analizarlo en el laboratorio. El procedimiento es útil para diagnosticar diferentes enfermedades pulmonares, entre ellas la neumonía eosinofílica.

## Tipos de estudio

### Células
Pueden realizarse diferentes estudios, principalmente se valora el número total de células y su distribución. El contaje de células se expresa en número de células / ml de fluido recuperado, los resultados son variables dependiendo de diversos factores, entre ellos el porcentaje de líquido recuperado y si el paciente es o no fumador. En líneas generales en personas normales entre el 80 y el 95% de las células corresponden a macrófagos, menos del 15% son linfocitos y entre el 2 y el 5 % son polinucleares neutrófilos. Los eosinófilos, basófilos y células plasmáticas no son observables o representan menos del 1% del total. Los fumadores tienen mayor número total de células, un porcentaje más alto de  linfocitos y menor de neutrófilos.

### Microbiología
Mediante el lavado broncoalveolar puede comprobrarse si existe infección bacteriana y cual es el germen responsable. Para ello se realiza un cultivo del líquido obtenido. Se consideran valores significativos el aislamiento de más de 10 000 unidades formadoras de colonias por ml. Es preciso tener en cuenta la posibilidad de que exista contaminación de la muestra por secreciones orofaringeas. También puede estudiarse la existencia de bacterias intracelulares.

## Enfermedades
Las muestras obtenidas por lavado broncoalveolar tiene importancia para el diagnóstico de numerosas enfermedades, especialmente en las neumopatias intersticiales difusas no infecciosas. A continuación se citan algunas 
- Neumonía organizativa criptogenética.
- Neumonía eosinofílica y otras eosinofilias pulmonares.
- Histiocitosis X.
- Proteinosis alveolar pulmonar.
- Sarcoidosis.
- Fibrosis pulmonar idiopática.
- Alveolitis alérgica extrínseca.
- Cáncer de pulmón
- Neumoconiosis.
- Colagenosis
- Neumopatías por fármacos.
- Infecciones pulmonares, sobre todo en pacientes con deficiencias del sistema inmunitario.